# Pascale Petit (poet)

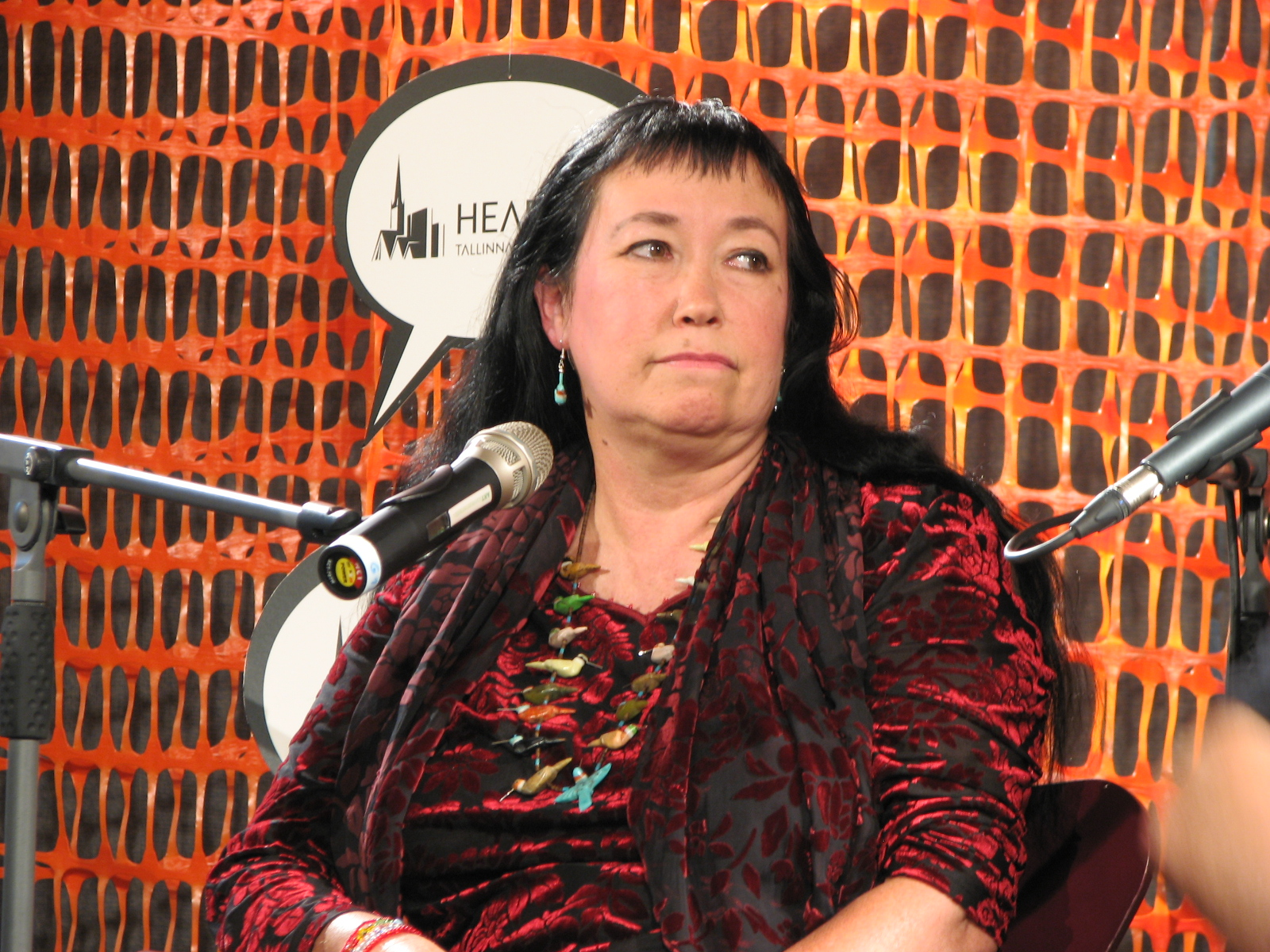
Pascale Petit

Pascale Petit, född 1953 i Paris, Frankrike, fransk poet, som växte upp i Frankrike och Wales.